# Виноградов, Юрий Борисович
Юрий Борисович Виноградов (7 декабря 1932, Самарканд — 30 сентября 2012, Санкт-Петербург) — советский и российский учёный-гидролог, доктор географических наук, профессор, автор монографий по математическому моделированию гидрологических процессов, катастрофическим прорывным паводкам и селевым потокам. Организатор Чемолганских экспериментов по воспроизведению селей в природном селевом очаге. Последний по времени председатель Селевой комиссии Академии наук СССР и Государственного комитета Совета Министров СССР по науке и технике.

## Биография
Родился в Самарканде. Ранние годы провёл в Ташкенте, где окончил среднюю школу с золотой медалью.
В 1955 году окончил географический факультет Среднеазиатского государственного университета (гидрологическое отделение). После окончания университета в 1955 году поступил в аспирантуру Института энергетики и автоматики АН Узбекской ССР. Впоследствии был переведен в аспирантуру Института водных проблем и гидротехники АН Узбекской ССР, работал в указанном институте. С 1957 года начал изучать дождевой сток и паводки. После окончания аспирантуры, в 1960 году защитил кандидатскую диссертацию по теме «Метод расчета максимальных расходов дождевых паводков в условиях Средней Азии».
С 1964 года руководил отделом селевых потоков в Казахском научно-исследовательском гидрометеорологическом институте (КазНИГМИ) в городе Алма-Ата. В 1967 году вышла его первая монография «Вопросы гидрологии дождевых паводков на малых водосборах Средней Азии и Южного Казахстана». В 1972 году защитил докторскую диссертацию «Дождевые паводки и методика их расчета в условиях Средней Азии и Южного Казахстана».
Являлся одним из основоположников селеведения — научного направления, объектом которого служат селевые потоки и селевые бассейны. Ввёл в научную терминологию такие понятия, как «транспортно-сдвиговый селевой процесс», «транспортный селевой процесс», «потенциальный селевой массив». Разработал оригинальные модели транспортного и транспортно-сдвигового селевых процессов. С 1972 по 1975 годы на Чемолганском полигоне (Заилийский Алатау) под его руководством и при непосредственном участии были проведены первые в мире эксперименты по воспроизведению искусственных селей в природном селевом очаге. Об экспериментах снят научный фильм «Слово о селевом потоке»".
С 1976 года — организатор периодического издания сборников «Селевые потоки». В 1977 году опубликовал монографию «Гляциальные прорывные паводки и селевые потоки». Чемолганский селевой эксперимент описан Ю. Б. Виноградовым в научно-популярной книге «Этюды о селевых потоках». Продолжая руководить отделом селевых потоков, в 1972—1977 годах одновременно работал заместителем директора КазНИГМИ по научной работе. Руководил разработкой «Руководства по изучению селевых потоков» для Главного управления гидрометеорологической службы при Совете Министров СССР. Участвовал в разработке мероприятий по защите города Алма-Ата от селевых потоков.
В 1978 году перешел на работу в Государственный гидрологический институт (Ленинград), был заведующим лабораторией математического моделирования процессов стока. Возглавил работы по направлению, связанному с использованием метода математического моделирования в изучении процессов формирования речного стока. В 1988 году опубликовал монографию «Математическое моделирование процессов формирования стока». В 1980-х годах под руководством Ю. Б. Виноградова была разработана детерминированная модель формирования стока «Гидрограф» с распределенными параметрами, ориентированная на использование стандартной гидрометеорологической информации. Выходом модели является непрерывный суточный гидрограф стока в замыкающем створе. Разработал теорию использования математических моделей для расчетов селевых потоков различного генезиса.
Всего опубликовал более 100 научных работ.
В 1980—1991 годах являлся председателем Селевой комиссии Научного совета Государственного комитета Совета Министров СССР по науке и технике «Комплексное использование и охрана водных ресурсов» и Научного совета по инженерной геологии и гидрогеологии Академии наук СССР. Участвовал в создании Селевой ассоциации и был членом её Президиума в 2005—2012 годах.
С 2000 года работал в Санкт-Петербургском государственном университете, читал курсы «Математическое моделирование», «Горная гидрология», «Современные проблемы гидрологии». В 1990 году получил звание профессора по специальности «гидравлика и инженерная гидрология». Под его научным руководством было подготовлено 12 кандидатов наук. В годы работы в университете были написаны (совместно с Виноградовой Т. А.) учебные пособия: «Современные проблемы гидрологии» в 2008 году и «Математическое моделирование в гидрологии» в 2010 году, по его же наработкам была закончена в 2014 году «Прикладная гидрология». В этих работах заложены фундаментальные основы и определены проблемы становления гидрологии нового поколения.
Награждён знаками «Отличник Гидрометслужбы СССР», «Почетный работник Гидрометслужбы России». За вклад в развитие селеведения посмертно отмечен наградой Селевой ассоциации — медалью имени Флейшмана.

## Книги
- Виноградов Ю.Б. Вопросы гидрологии дождевых паводков на малых водосборах Средней Азии и Южного Казахстана. — Труды. Главное управление гидрометерологической службы при Совете Министров СССР. Казахский научно-исследовательский гидрометеорологический институт. — Ленинград: Гидрометеоиздат, 1967. — Т. 28. — 262 с.
- Виноградов Ю.Б. Гляциальные прорывные паводки и селевые потоки. — Л.: Гидрометеоиздат, 1977. — 155 с.
- Виноградов Ю.Б. Математическое моделирование процессов формирования стока : Опыт критического анализа. — Л.: Гидрометеоиздат, 1988. — 312 с.
- Виноградов Ю.Б. Этюды о селевых потоках. — Л.: Гидрометеоиздат, 1980. — 144 с. — 65 000 экз.
- Виноградов Ю.Б., Виноградова Т.А. Современные проблемы гидрологии. — М.: Академия, 2008. — 322 с. — ISBN 978-5-7695-3924-4.
- Виноградов Ю.Б., Виноградова Т.А. Математическое моделирование в гидрологии. — М.: Академия, 2010. — ISBN 978-5-7695-6785-8.

## Избранные статьи
- Виноградов Ю. Б. Думы о Гидрологии // Гидросфера. Опасные процессы и явления. 2019. Т. 1. Вып. 4. С. 555—589.

## Виноградовские чтения
Творческое наследие Ю. Б. Виноградова продолжает оставаться предметом активного обсуждения среди гидрологов. В Институте наук о Земле Санкт-Петербургского государственного университета проводятся международные конференции «Виноградовские чтения» (2013, 2015, 2018, 2020 годы). Перед конференциями проводится Школа-семинар по гидрологическому моделированию. В конференциях принимали участие до 170 специалистов.